# (32007) Amirhelmy
2000 HY52 (asteroide 32007) é um asteroide da cintura principal. Possui uma excentricidade de 0.14711820 e uma inclinação de 6.20808º.
Este asteroide foi descoberto no dia 29 de abril de 2000 por LINEAR em Socorro.